# Gruiu
Gruiu est une commune roumaine située dans le județ d'Ilfov.